# Врело Постјеница
Врело Постјеница или Дивљаковића врело је једно од врела и потока у Стапарима, на територији града Ужица. Ове воде пониру у вишим регијама села и захваљујући вододржљивим стенама поново се јављају у нижим деловима и подгоринама.
Постјеница извире у засеоку Постјење и заједно са Бошњаковића потоком улива се у Волујачки поток. Стрми каскадни терен којим тече омогућио је стварање више узастопних водопада. Први од њих настаје пар стотина метара од извора, на ободу травнатог платоа испод старих воденица. Наиласком на велику литицу прераста у моћан водопад, који се губи у великом гротлу испод асфалтног пута, а затим поново избија у виду новог водопада, стварајући на тај начин предивну пенушаву ниску која блиста шумовитим пределом. Водени потенцијал овога врела је толико јак, да је на њему некада радило пет воденица, чије остатке можемо и данас видети. 
Овај локалитет од центра села удаљен је 3 km, а из Ужица до њега се може доћи из два путна правца:
- Ужице – Волујац ( на раскрсници лево, друго асфалтно скретање лево, путем према стапарској цркви) - (12 km)
- Ужице – Сињевац - Стапари (пут према стапарској цркви) - (11,8 km)